# Liste de ponts du Cambodge
Cette liste de ponts du Cambodge présente une liste de ponts du Cambodge, remarquables tant par leurs dimensions que par leur intérêt architectural ou historique. 

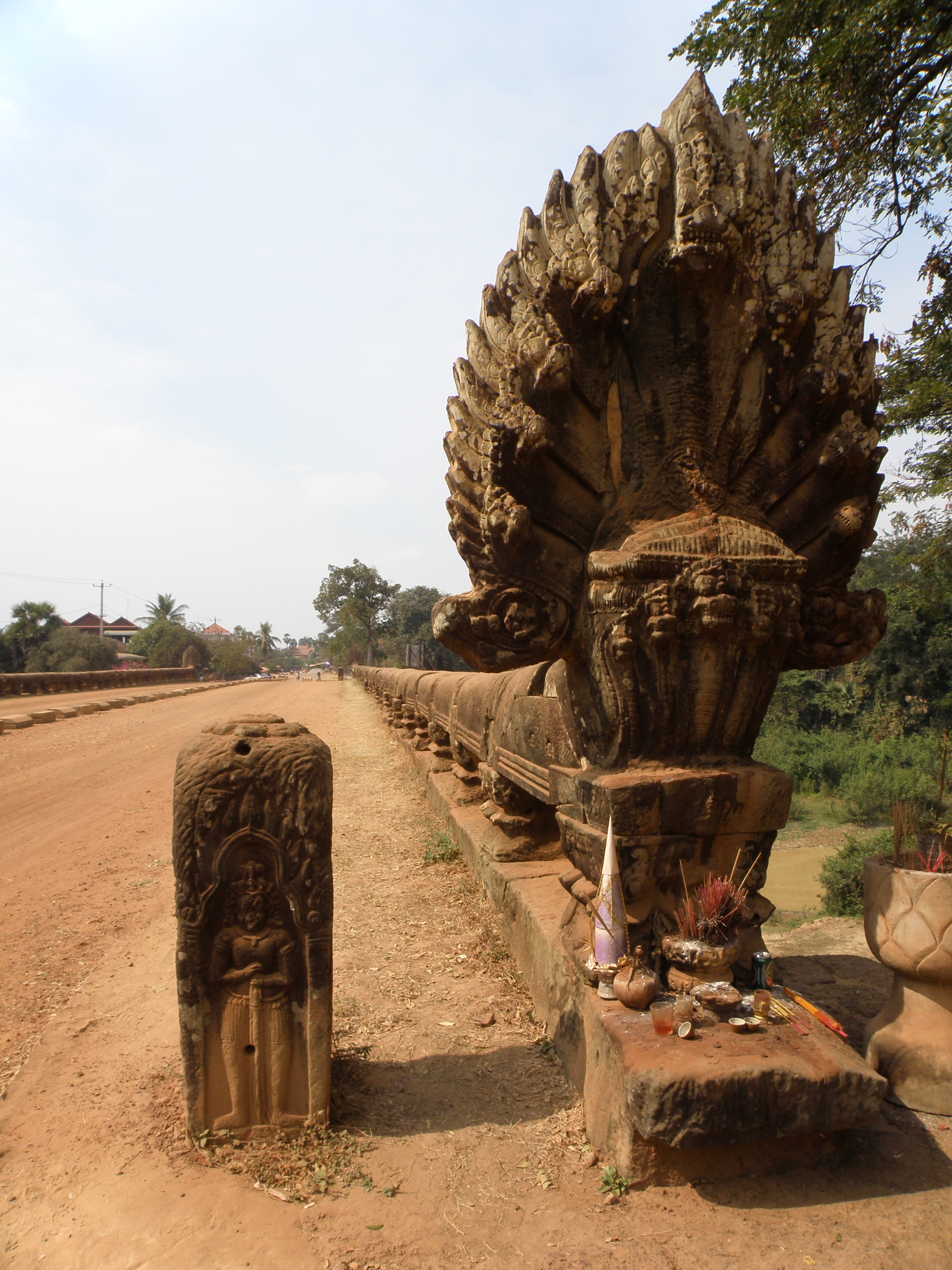
Offrandes à l'un des 4 nâgas du Spean Praptos.

Elle est présentée sous forme de tableaux récapitulant les caractéristiques des différents ouvrages, et peut être triée selon les diverses entrées pour voir un type de pont particulier ou les ouvrages les plus récents par exemple. La seconde colonne donne la classification de l'ouvrage parmi ceux présentés, les colonnes Portée et Long. (longueur) sont exprimées en mètres. Date indique la date de mise en service du pont.

## Ponts présentant un intérêt historique ou architectural
En 2007, le Living Angkor Road Project recensait 32 ponts historiques dans une étude sur les anciennes routes en partance d'Angkor, capitale du pays du IXe au XVe siècle, et dont certains, caractéristiques de l'architecture khmère, sont encore utilisés de nos jours. La construction des routes royales culmina sous le règne de Jayavarman VII, de nombreux ouvrages en latérite virent le jour comme le Spean Praptos (ou pont de Kompong Kdei) avec ses vingt-et-une arches dont dix-huit de 2 mètres de portée par 5 mètres de hauteur et qui reposent sur des piles d'environ 1,30 mètre d'épaisseur. Ces arches, étroites avaient l'avantage d'être facilement comblées ou rouvertes et permettaient une régulation du niveau d'eau en amont pour assurer une bonne irrigation des terres. Les parapets en grès du Spean Praptos sont reconnaissables avec leurs quatre statues de nâgas à neuf têtes à chaque extrémité.
|                                    |   | Nom                            | Khmer   | Distinction                                                                                         | Long. | Type                                                              | Voie portée Voie franchie                     | Date        | Localisation                                                  | Province     | Ref.  |
| ---------------------------------- | - | ------------------------------ | ------- | --------------------------------------------------------------------------------------------------- | ----- | ----------------------------------------------------------------- | --------------------------------------------- | ----------- | ------------------------------------------------------------- | ------------ | ----- |
| Spean Praptos, Kampong Kdei Bridge | 1 | Spean Praptos                  | ស្ពានព្រះទិស | Pont en latérite le mieux conservé près d'Angkor Plus long pont à voûtes en encorbellement du monde | 86    | Maçonnerie 21 voûtes en encorbellement, latérite                  | Ancienne National Highway 6 Chi Kreng Rive    | XIIe siècle | Chi Kraeng 13° 07′ 35,8″ N, 104° 20′ 20,5″ E                  | Siem Reap    | ,     |
| Spean Thma (pont de pierre)        | 2 | Spean Thma                     | ស្ពានថ្    | Angkor · Patrimoine mondial (1992)                                                                  |       | Maçonnerie 14 voûtes en encorbellement, blocs de grès de réemploi | Ancienne rivière Siem Reap (détournée depuis) | XVe siècle  | Siem Reap 13° 26′ 45,8″ N, 103° 52′ 46,1″ E                   | Siem Reap    | [ 4 ] |
| Kampong Cham Bamboo Bridge         | 3 | Pont en bambou de Kampong Cham |         | |       | Pont à tréteaux Bambou                                            | Bras nord du Mékong à Kampong Cham            |             | Kampong Cham – Île Kaoh Pên 11° 58′ 30,8″ N, 105° 27′ 42,8″ E | Kampong Cham |       |

## Grands ponts
Ce tableau présente les ouvrages ayant des portées supérieures à 100 mètres ou des longueurs totales de plus de 1 000 mètres (liste non exhaustive).
|                                                   |    | Nom                 | Khmer      | Portée | Long. | Type                                                 | Voie portée Voie franchie                | Date  | Localisation                                                                | Province         | Ref.  |
| ------------------------------------------------- | -- | ------------------- | ---------- | ------ | ----- | ---------------------------------------------------- | ---------------------------------------- | ----- | --------------------------------------------------------------------------- | ---------------- | ----- |
| Pont de Neak Loeung                               | 1  | Pont de Neak Luong  | ស្ពានអ្នកលឿង   | 330    | 2215  | Haubané Pylônes béton                                | National Highway 1 Mékong\|              | 2015  | Neak Luong                                                                  | Prey Veng Kandal |       |
| Kaoh Kong Bridge, Cambodia-Thai Friendship Bridge | 2  | Pont Kaoh Kong      |            |        | 1900  | Poutres Béton précontraint                           | 48 Kah Bpow\|                            | 2002  | Kaoh Kong 11° 37′ 04,9″ N, 102° 58′ 16,8″ E                                 | Kaoh Kong        |       |
|                                                   | 3  | Pont Stung Treng    |            |        | 1731  | Poutre-caisson Béton précontraint                    | Mékong\|                                 | 2015  | Stoeng Treng                                                                | Stoeng Treng     |       |
| Kizuna Bridge, First Mekong Bridge                | 4  | Pont Kizuna         |            |        | 1360  | Poutre-caisson Béton précontraint                    | National Highway 7 Mékong\|              | 2001  | Kampong Cham 11° 59′ 06,5″ N, 105° 28′ 13,9″ E                              | Kampong Cham     | ,     |
| Prek Tamak                                        | 5  | Pont Prek Tamak     | ស្ពានព្រែកតាមាក់  |        | 1060  | Poutre-caisson Béton précontraint                    | National Highway 8 Mékong\|              | 2010  | Mukh Kamphool - Khsach Kandal 11° 45′ 05,5″ N, 105° 00′ 15,1″ E             | Kandal           |       |
|                                                   | 6  | Pont Sekong         |            |        | 1057  | Poutre-caisson Béton précontraint                    | National Highway 7 AH11 Tonle Srepok\|   | 2008  | Stoeng Treng 13° 32′ 14,9″ N, 105° 59′ 24,5″ E                              | Stoeng Treng     |       |
| Pont Prek Pnov vu de la N5                        | 7  | Pont Prek Pnov      |            |        | 996   | Poutre-caisson Béton précontraint                    | Tonlé Sap\|                              | 2010  | Phnom Penh - Presqu'île de Chrui Changvar 11° 39′ 29,3″ N, 104° 52′ 05,5″ E | Phnom Penh       |       |
| Koh Pous Bridge, Techo Morakot Bridge             | 8  | Pont Koh Pous       |            |        | 905   | Poutre-caisson Béton précontraint                    | Chhak Kampong Som - Golfe de Thaïlande\| | 2014? | Sihanoukville – Île Kaoh Poah 10° 37′ 35,7″ N, 103° 29′ 25,4″ E             | Sihanoukville    |       |
| Pont Chroy Changvar vu du Nord                    | 9  | Pont Chroy Changvar |            |        | 710   | Poutre-caisson Béton précontraint                    | National Highway 6A Tonlé Sap\|          | 1990  | Phnom Penh - Presqu'île de Chrui Changvar 11° 35′ 14,5″ N, 104° 55′ 18,2″ E | Phnom Penh       | [ 7 ] |
| Pont Monivong vu de l'est                         | 10 | Pont Monivong       | ស្ពានព្រះមុនីវង្ស |        | 269   | Poutre-caisson Béton précontraint 2 ouvrages jumelés | National Highway 1 & 2 Bassac\|          | 2009  | Phnom Penh 11° 31′ 52,2″ N, 104° 55′ 58,9″ E                                | Phnom Penh       |       |
| Pont Prek Kdam vu de la N5                        | 11 | Pont Prek Kdam      |            |        | 981   | Poutre-caisson Béton précontraint                    | National Highway 61 5 Tonlé Sap\|        | 2010  | Ponhea Lueu 11° 48′ 53,49″ N, 104° 48′ 27,5″ E                              | Kandal           |       |
|                                                   | 12 | Pont Ta Khmao       |            |        | 855   |                                                      | Bassac                                   | 2014  | Phnom Penh11° 28′ 06,81″ N, 104° 57′ 36,7″ E                                | Phnom Penh       | [ 8 ] |